# Konsolenfries

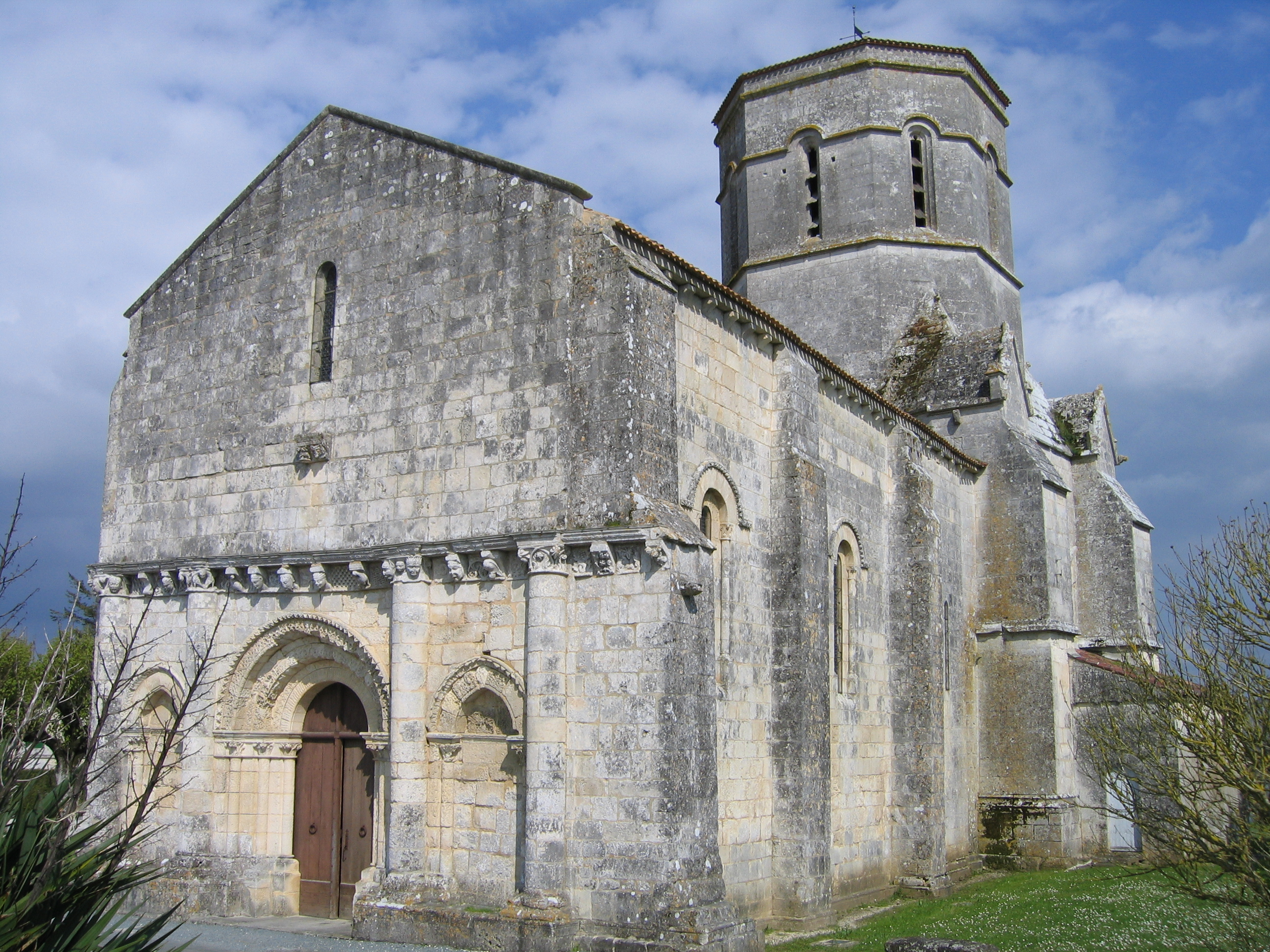
Saint-Trojan (Rétaud) mit technisch und statisch nicht begründbaren Konsolenfriesen unterhalb eines Gesimses über der Portalzone und unterhalb der Dachtraufen

Ein Konsolenfries (auch Konsolfries) ist in der Architektur ein dekorierendes Fassadenelement, das aus einer Reihung von Konsolen besteht. Es ist zu unterscheiden vom Konsolgesims, bei dem die Konsolenreihe ein Gesims trägt. Eine begriffliche Zwischenform ist Gesims mit Konsolenfries.

## Funktion, Geschichte, Vorkommen
Anders als ihre hölzernen Vorbilder (z. B. im Fachwerkbau) haben Konsolenfriese oft keine tragende Funktion mehr; die aufliegenden horizontalen Gesimse oder das Gebälk der Dachkonstruktionen wären auch ohne Unterstützung eines Konsolenfrieses statisch stabil. Mithin erfüllen Konsolenfriese vor allem gliedernde bzw. dekorative Aufgaben.
Konsolenfriese sind gestalterische Abstraktionen des klassischen Konsolgesimses, das seinen Ursprung in der antiken Architektur hat. Eine wesentliche Bedeutung für die dekorative Gestaltung des Bauwerks erhalten Konsolenfriese in der romanischen Kirchenarchitektur des Mittelalters. 
Konsolenfriese waren ursprünglich dem Außenbau (Apsis, Langhaus, Fassade) eines steinernen – meist sakralen – Gebäudes vorbehalten; erst sehr viel später und nur in seltenen Fällen finden sie sich auch unterhalb von Gesimsen sogar im Innern von Gebäuden.

## Konsolfiguren
Die Konsolen (Kragsteine) sind – vor allem am Außenbau romanischer Kirchen – nicht selten mit figürlichen, vegetabilischen oder abstrakten Motiven geschmückt, die einerseits als unheilabwehrend (apotropäisch), andererseits auch in gewisser Weise als unterhaltend oder belustigend gesehen werden können. In jedem Fall gehören die figürlichen Motive in den Bereich der Volkskunst und des Volksglaubens – eine gewisse thematische Ähnlichkeit verbindet sie mit den Fratzen und volkstümlichen Szenerien der Miserikordien in mittelalterlichen oder frühneuzeitlichen Chorgestühlen.

## Metopen
Die Zwischenräume zwischen den einzelnen Konsolen bleiben meist undekoriert. An Kirchenbauten im Südwesten Frankreichs und im Norden Spaniens können sie in Einzelfällen jedoch ebenfalls mit vegetabilischen oder figürlichen Motiven geschmückt sein (→ San Martín (Artáiz)).

Konsolenfriese
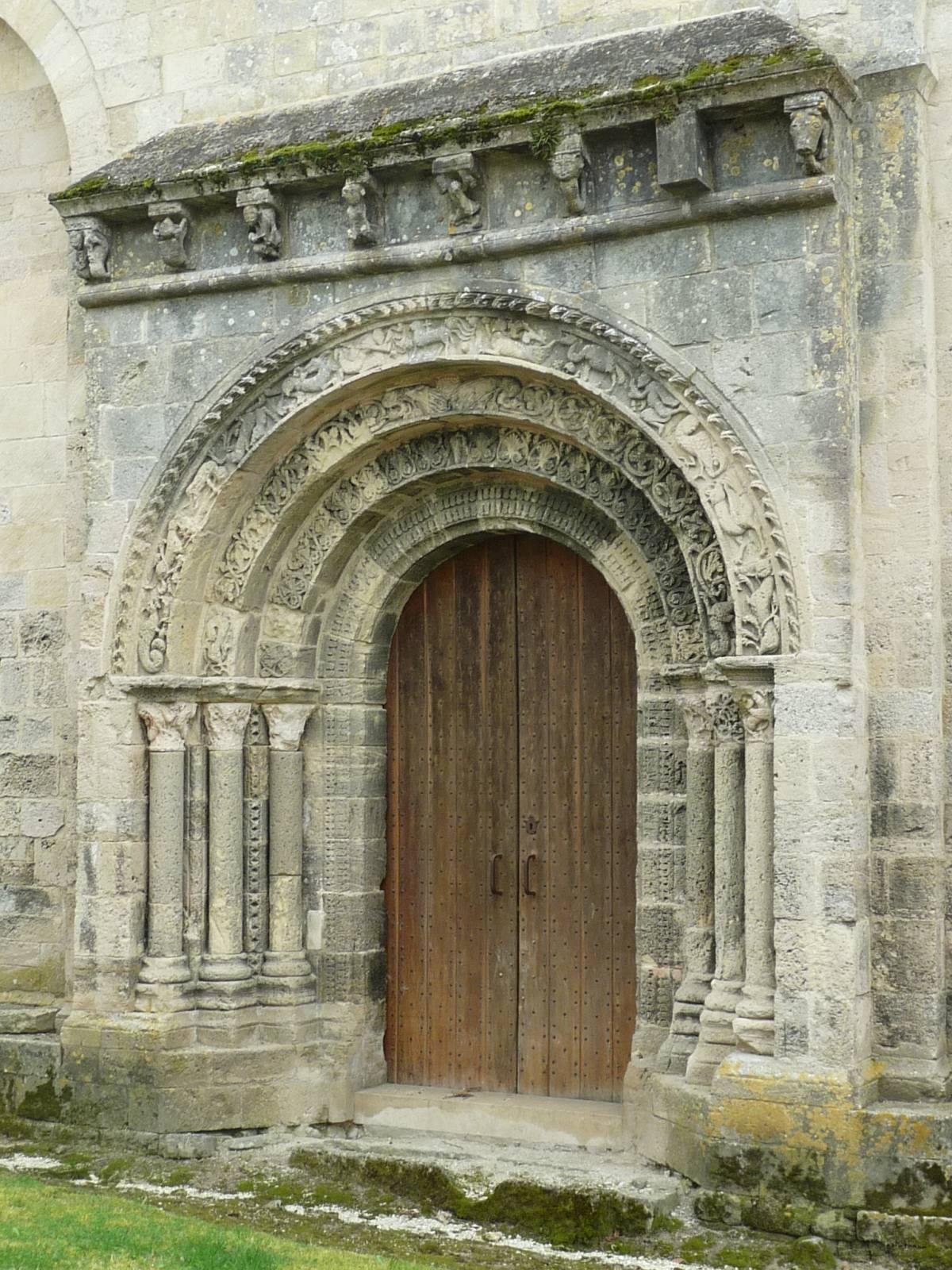
Macqueville – Konsolenfries über dem Nordportal der Kirche
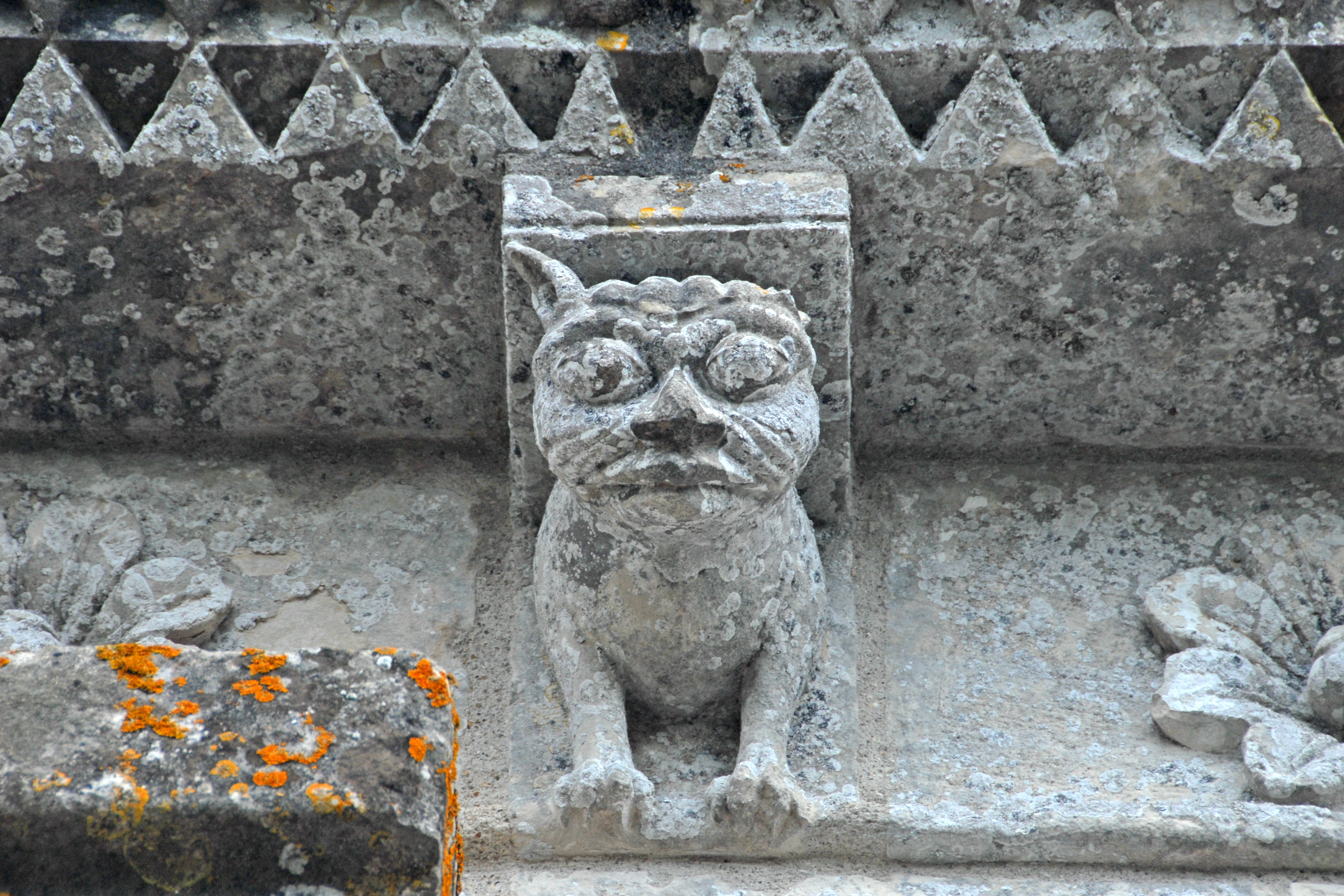
Échebrune – St-Pierre, Kragstein unter Gesims, Monster
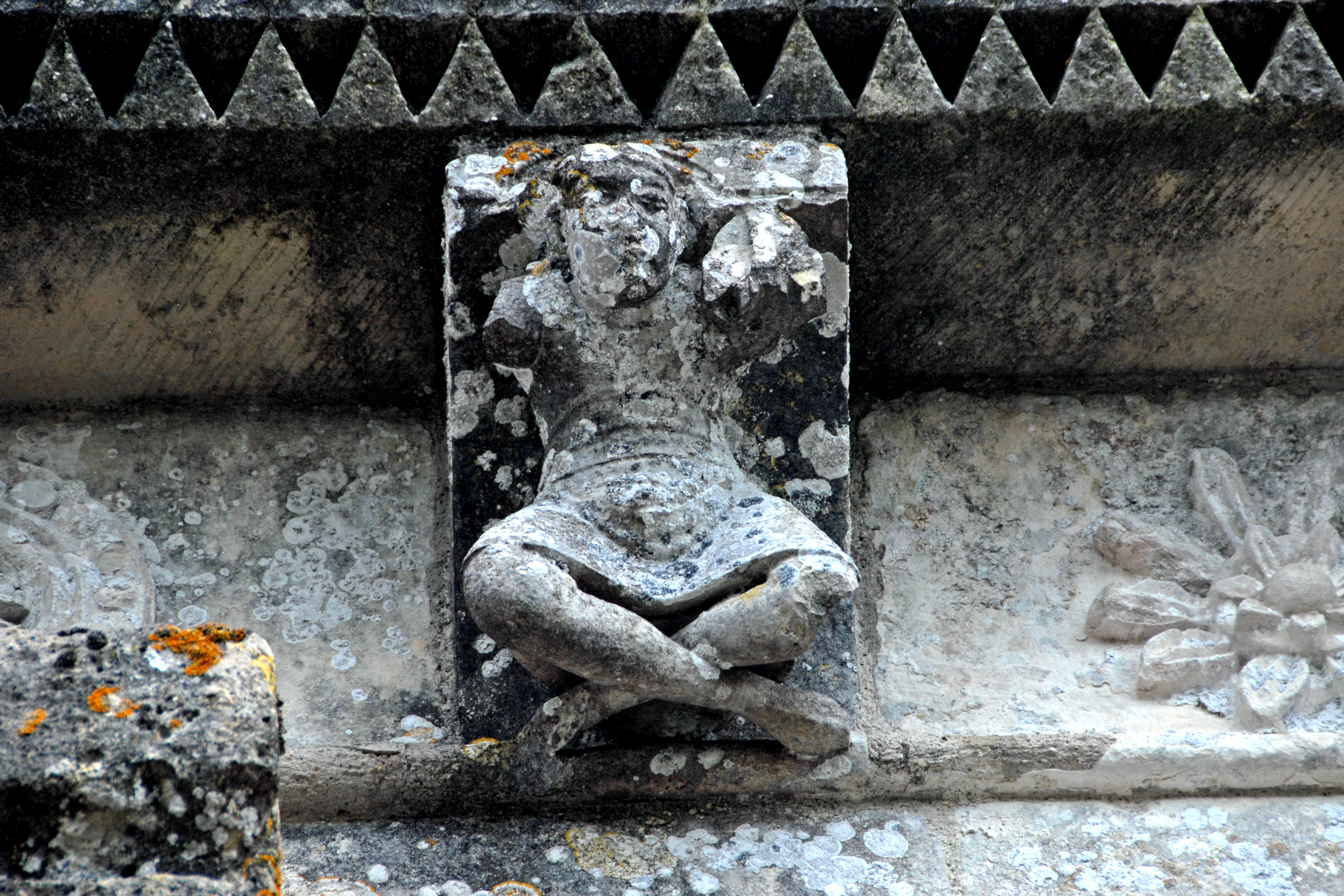
Échebrune – St-Pierre, Kragstein unter Gesims, Person im Schneidersitz
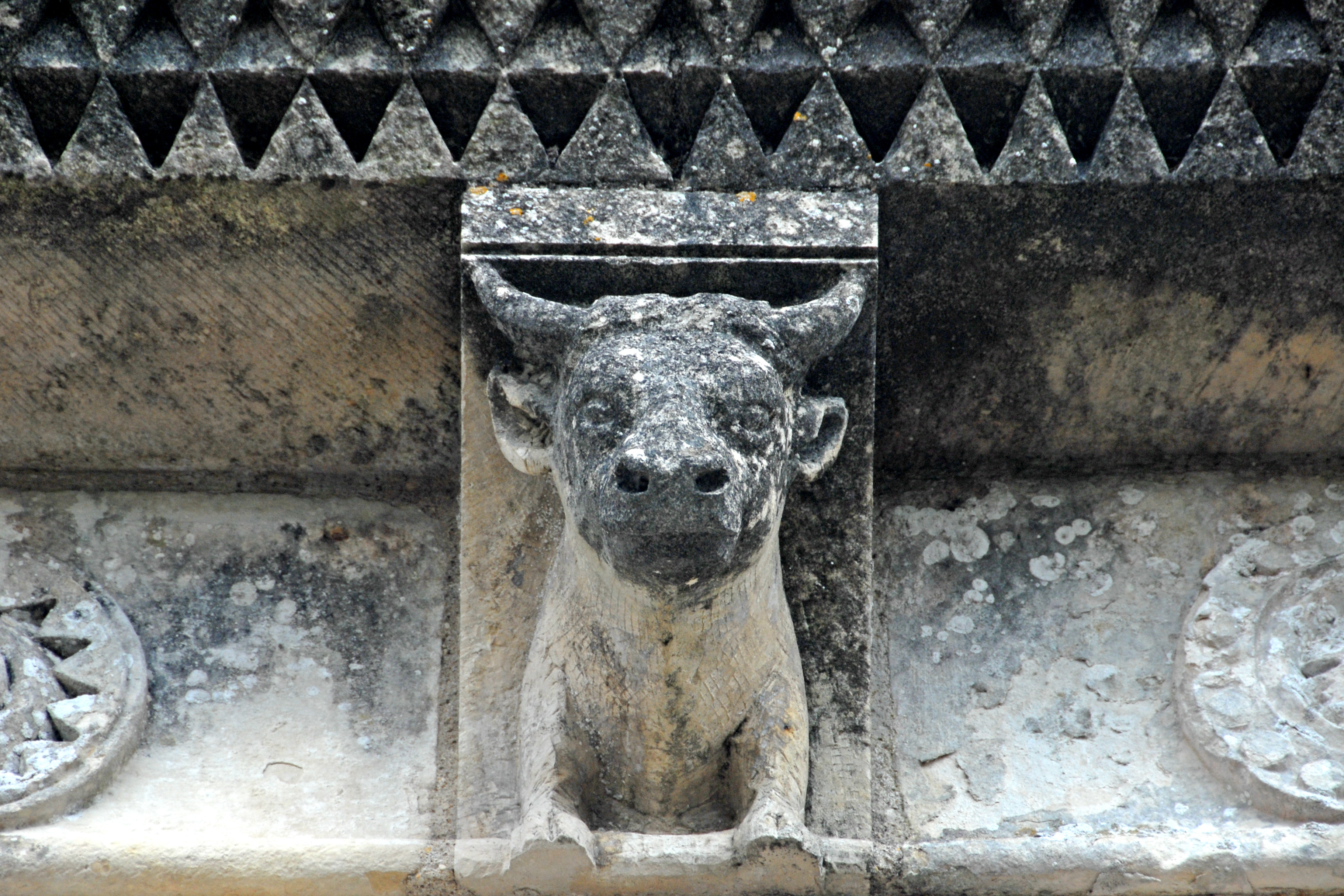
Échebrune – St-Pierre, Kragstein unter Gesims, Ochsenkopf